# Villa Tavani
La Villa Tavani è situata a in via Bonamici, a Livorno.
Fu costruita negli anni trenta del XX secolo in stile razionalista presso la coeva Villa Dello Strologo.

## Storia
La villa fu innalzata per conto della famiglia Tavani su progetto dell'architetto Giancarlo Palanti tra il 1937 e il 1938. La costruzione interessò un lotto di terreno posto nell'area di espansione sud della città, all'epoca ancora poco urbanizzata.
L'arredamento interno fu curato dallo stesso Palanti.

## Descrizione
La villa, all'interno di un giardino, sorge in una zona oramai inglobata nel centro cittadino e a carattere eminentemente residenziale, con una edilizia modesta. 
L'edificio è scarsamente visibile dalla strada sia per l'alto e compatto muro di cinta color rosso mattone che circonda l'intera proprietà sia per la ricca vegetazione di piante ad alto fusto del giardino.
Dato che la proprietà non ha consentito il sopralluogo interno, la descrizione che segue è ricavata da una osservazione di massima dalla strada e dalla bibliografia esistente sull'edificio.
Di estrema semplicità volumetrica ed informata ad un linearismo di chiara marca razionalista, la villa si presenta come un corpo orizzontale elevato su due piani fuori terra e traforato da un doppio ordine di aperture, con le pareti rivestite in lastre di travertino.
La cubatura totale dell'edificio è di 3.344 metri cubi, per una superficie coperta di circa 360 metri quadri.
Il fronte su cui si apre l'ingresso, preceduto da una breve scalinata rettilinea, presenta al primo piano una fila di cinque finestre rettangolari, di cui quella soprastante l'ingresso di dimensioni maggiori. 
Il prospetto sulla via principale è invece aperto da un doppio ordine di loggiato, tripartito e stretto tra due avancorpi pieni simmetrici. 
I grandi serramenti degli affacci e le ringhiere dei terrazzi sono in ferro, verniciati in verde-azzurro, al pari dei serramenti in legno delle finestre e del portone d'ingresso in ferro.
I piani interni, sempre secondo le descrizioni dell'epoca, sono collegati da una scala in marmo a tre rampe con balaustra di ferro e cristallo, alloggiata nell'avancorpo d'angolo, a destra dell'atrio d'ingresso. Da quest'ultimo si accede, sulla sinistra, ai locali di servizio (dotati di un accesso indipendente) e, di fronte, alle stanze di soggiorno, disimpegnate dalla lunga veranda.
Le camere da letto padronali sono collocate nell'ala nord-est, distribuite tra il piano terra e il primo piano, mentre la zona corrispondente al grande soggiorno del piano terra, al livello superiore, è tutta a terrazza.

## Architettura
La critica ha evidenziato come l'assenza di una facciata principale corrisponda all'ottimizzazione della funzionalità dell'edificio, che si colloca quindi tra i migliori esempi del razionalismo labronico. Giolli in particolare ne sottolinea l'architettura fatta di "moduli calmi" e "spigoli mai aggressivi".